# Bulgaarse staatsgreep 1934
De Bulgaarse staatsgreep van 1934, ook bekend onder de naam staatsgreep van 19 mei was een succesvol uitgevoerde militaire coup d'état in het koninkrijk Bulgarije die een einde maakte aan de coalitieregering van het Volksblok en een rechtsextremistische regime bestaande uit ministers van de politieke cirkel Zveno ("Schakel") en de Militaire Unie aan de macht bracht die het land naar voorbeeld van Mussolini's Italië op corporatieve grondslag wilden regeren. De leider van Zveno, Kimon Georgiev (1882-1969) werd minister-president terwijl de leider van de Militaire Unie, Damjan Veltsjev (1883-1954), op de achtergrond invloed uitoefende. In januari 1935 kwam er reeds een einde aan het bewind van Zveno toen koning Boris III erin slaagde om met hulp van loyale militairen de macht naar zich toe te trekken.

## Uitvoering van de staatsgreep
Het Volksblok, een coalitie van de Democratische Partij, de Bulgaarse Agrarische Nationale Unie "Vrabcha 1", de Nationaal-Liberale Partij en de Radicaal-Democratische Partij was sinds 1931 aan de macht. Tegenstellingen binnen de regering liepen in de loop der jaren op en de onmacht van de regering om iets voor elkaar te krijgen wekten het ongenoegen van verschillende rechts en rechtsextremistische groepen in het land, waaronder Zveno, de Militaire Unie en de fascistische Nationale Sociale Beweging van Aleksandar Tsankov. Vanaf 1933 maakte de Militaire Unie, die al eerder, in 1923, betrokken was bij een succesvolle staatsgreep waarbij de regering van boerenleider Aleksandar Stamboeliski ten val kwam, plannen om de regering van het Volksblok omver te werpen. Aanvankelijk zochten de samenzweerders steun onder prominente leden van de verschillende Bulgaarse politieke partijen, maar toen dit op niets uitliep werd de in 1926 opgerichte politieke kring Zveno, die bestond uit militairen, zakenlieden, vertegenwoordigers van de middenklasse en de intelligentsia, deelgenoot gemaakt van de plannen van de Militaire Unie. De leider van de Militaire Unie, kolobel Damjan Veltsjev onderhield nauwe en vriendschappelijke betrekkingen met kolonel Kimon Georgiev van Zveno. Georgiev was in een eerder stadium lid geweest van de Militaire Unie en had deelgenomen aan de coup van 1923.
De in mei 1934 ontstane regeringscrisis maakte het de samenzweerders gemakkelijk en in de vroege morgen van 19 mei 1934 nam het leger de regering in handen. Een nieuw kabinet werd gevormd onder leiding van kolonel Georgiev. Het nieuwe regime verbood alle activiteiten van de politieke partijen en in het kabinet zaten louter partijloze figuren en militairen. 

## Het beleid van de nieuwe regering
De leiders van Zveno en de Militaire Unie kozen de ministers op basis van hun kwaliteiten en hun technocratische klasse. De regering regeerde het land per decreet en ontbond de Nationale Vergadering. De rol van de koning werd sterk ingeperkt: hij fungeerde voortaan slechts als ceremonieel figuur. Een staatsmonopolie werd geïntroduceerd in sommige economische sectoren en een corporatief systeem, waarin werkgevers en werknemers op basis van klassenharmonie met elkaar moesten gaan samenwerken werd ingevoerd naar het voorbeeld van het fascistische Italië van Benito Mussolini. Er kwam een centrale werkgeversorganisatie en een staatsvakbond. Lidmaatschap van de beroepsgroepenorganisaties werd verplicht gesteld. Verder werden het gemeentelijk zelfbestuur opgeheven en gemeentelijke bestuurders werden door de centrale regering benoemd in plaats van gekozen. Op het gebied van buitenlandbeleid vond een koerswijziging plaats. De betrekkingen met Joegoslavië werden geïntensiveerd. Veel leden van Zveno waren voorstander van een Balkanfederatie bestaande uit Joegoslavië en Bulgarije. Daarnaast werden er diplomatieke betrekkingen aangeknoopt met de Sovjet-Unie. Ook werden de banden met Frankrijk aangehaald.

## Machtsovername door koning Boris III
Koning Boris III (1894-1943) was ontevreden over de nieuwe machthebbers, niet in de laatste plaats omdat een aantal van hen, waaronder kolonel Veltsjev, de leider van de Militaire Unie, republikeins gezind was. Een deel van de leden van Militaire Unie, onder hen machtige generaals, waren echter monarchistisch. Een compromis werd gevonden. In plaats van de monarchie af te schaffen werd besloten de rol van de koning sterk in te perken en hem buiten de regering te houden. Interne conflicten binnen de Militaire Unie verzwakten de positie van Veltsjev en brachten generaal Pentsjo Zlatev (1881-1948), een overtuigd monarchist, aan de macht binnen de Militaire Unie. De koning steunde Zlatev en de eerste zag op 23 januari 1935 zijn kans schoon om premier Georgiev te vervangen door generaal Zlatev. Na zijn positie te hebben versterkt verving Boris III Zlatev in april 1935 door professor Andrej Tosjev (1867-1944). 
In het najaar van 1935 probeerde kolonel Veltsjev met medestanders een einde te maken aan het bewind van de koning. Veltsjev, die na het aantreden van Zlatev naar Joegoslavië was gevlucht, was illegaal vanuit Joegoslavië naar Bulgarije teruggekeerd, maar werd direct bij aankomst in Sofia, gearresteerd. Dit alles bood de koning de gelegenheid om de staat van beleg af te kondigen en alle macht naar zich toe te trekken. Het was nu de koning die de werkelijke machthebber was geworden en dit was het begin van de periode die wordt aangeduid als de "koninklijke dictatuur" die tot de dood van Boris in 1943 bleef bestaan. Veltsjev, Georgiev en andere leiders van de Militaire Unie en Zveno werden in 1936 door veroordeeld voor hun aandeel in de coup van 1934. Tegen Veltsjev werd de doodstraf uitgesproken, maar de koning zette deze straf om in een gevangenisstraf vanwege diens bezwaren tegen de doodstraf. Dezelfde Veltsjev en Georgiev speelden een cruciale rol tijdens de staatsgreep van september 1944 waarbij een regering van het Vaderlands Front aan de macht kwam die Bulgarije ontworstelde aan het pact met Nazi-Duitsland.